# Pseudotrochalus rufobrunnescens
Pseudotrochalus rufobrunnescens är en skalbaggsart som beskrevs av Hermann Julius Kolbe 1883. Pseudotrochalus rufobrunnescens ingår i släktet Pseudotrochalus och familjen Melolonthidae. Inga underarter finns listade i Catalogue of Life.